# 美利坚联盟国元
邦联元（英語：Confederate States dollar），又称聯盟國元，是美國內戰时期美利坚联盟国政府发行的货币。第一版邦联元于1861年3月发行。

## 设计
邦联美元纸币上的人物包括安德鲁·杰克逊、约翰·C·卡尔霍恩、石墙杰克逊、和乔治·华盛顿。

## 纸币
| 系列   | 日期                            | 面额   | 图样 | 正面图案                                     |
| ------ | ------------------------------- | ------ | ---- | -------------------------------------------- |
| 第一版 | 1861年4月5日、 1861年6月21日    | $1,000 |      | 约翰·C·卡尔霍恩、安德鲁·杰克逊               |
| 第一版 | 1861年4月8日、 1861年7月23日    | $500   |      | 刻瑞斯、James Smillie的《The Crossing》      |
| 第一版 | 1861年4月5日、 1861年6月21日    | $100   |      | 弥涅耳瓦、铁路                               |
| 第一版 | 1861年4月5日、 1861年6月21日    | $50    |      | 在田园工作的奴隶                             |
| 第一版 | 1861年8月25日、 1861年9月23日   | $100   |      | 正义女神、哈德逊河铁路、弥涅耳瓦             |
| 第一版 | 1861年8月25日、 1861年9月23日   | $50    |      | 正义女神、农业和工业、乔治·华盛顿            |
| 第二版 | 1861年7月29日、 1861年10月22日  | $100   |      | 乔治·华盛顿、刻瑞斯和普洛塞庇娜              |
| 第二版 | 1861年7月29日、 1861年10月22日  | $50    |      | 特鲁斯、乔治·华盛顿                          |
| 第二版 | 1861年7月25日、 1861年10月26日  | $20    |      | 帆船                                         |
| 第二版 | 1861年7月25日、 1861年11月2日   | $10    |      | 自由女神                                     |
| 第二版 | 1861年7月29日、 1861年9月7日    | $5     |      | 水手、自由女神                               |
| 第二版 | $5                              |        |      |                                              |
| 第三版 | 1861年10月22日、 1862年4月16日  | $100   |      | 水手、奴隶装载棉花                           |
| 第三版 | 1861年10月22日、 1862年4月16日  | $50    |      | 水手、莫妮塔与宝藏箱                         |
| 第三版 | 1862年1月8日、 1862年5月15日    | $50    |      | 埃尔皮斯、哈德逊河铁路、正义女神             |
| 第三版 | 1862年4月17日、 1862年12月10日  | $50    |      | 杰斐逊·戴维斯                                |
| 第三版 | 1861年9月14日、 1861年11月5日   | $20    |      | 自由女神、刻瑞斯                             |
| 第三版 | 1861年10月24日、 1862年8月16日  | $20    |      | 水手、帆船                                   |
| 第三版 | 1862年1月8日、 1862年5月15日    | $20    |      | 弥涅耳瓦、航海、铁匠                         |
| 第三版 | 1862年6月21日、 1862年12月8日   | $20    |      | 亚历山大·H·斯蒂芬斯                          |
| 第三版 | 1862年6月28日、 1862年11月15日  | $20    |      | 亚历山大·H·斯蒂芬斯                          |
| 第三版 | 1861年11月13日、 1862年5月15日  | $10    |      | 忒提斯、美国原住民、妇女                     |
| 第三版 | 1861年11月15日、 1861年12月30日 | $10    |      | 华若翰、棉花马车、玉米采集                   |
| 第三版 | 1862年2月20日、 1862年12月8日   | $10    |      | 罗伯特·M·T·亨特、阿尔弗雷德·L·埃尔温（婴儿） |
| 第三版 | 1862年5月12日、 1862年8月9日    | $10    |      | 罗伯特·M·T·亨特、埃尔皮斯、克里斯托弗·梅明格 |
| 第三版 | 1862年7月12日、 1862年12月8日   | $10    |      | 罗伯特·M·T·亨特、埃尔皮斯、克里斯托弗·梅明格 |
| 第三版 | 1861年11月26日、 1861年12月5日  | $10    |      | 自由女神、火车                               |